# Viktor Maslov
 (décembre 2018).
Si vous disposez d'ouvrages ou d'articles de référence ou si vous connaissez des sites web de qualité traitant du thème abordé ici, merci de compléter l'article en donnant les références utiles à sa vérifiabilité et en les liant à la section « Notes et références ».
Viktor Aleksandrovitch Maslov (en russe : Виктор Александрович Маслов) né le 27 avril 1910 à Moscou et mort le 11 mai 1977 à Moscou est un footballeur puis entraîneur soviétique. Il est notamment reconnu pour sa carrière d'entraîneur. Il a remporté plusieurs trophées de l'Union soviétique avec les clubs du Torpedo Moscou, Dynamo Kiev et de l'Ararat Erevan.
Il est souvent perçu comme un des plus innovateurs et influenceurs des entraîneurs de football de tous les temps. Il est le premier à se soucier de la nutrition des joueurs et inventa la système tactique du 4-4-2 (en réalité un 4-1-3-2 sans ailiers) ainsi que la notion de pressing; C'était une idée révolutionnaire pour l'époque et qui peut être considérée, pour Jonathan Wilson, comme la naissance du football moderne. La stratégie de Maslov était de presser les joueurs et de ne pas leurs laisser du temps et de l'espace pour créer et prendre de la vitesse. Cette stratégie a révolutionné le football et a conduit à un jeu basé sur la vitesse et la condition physique des joueurs. Maslov a également popularisé le marquage de zone au détriment du marquage individuel en Europe.

## Biographie

### Joueur
La carrière de joueur de Maslov est peu significative. Il passe 12 saisons au Torpedo Moscou en tant que demi (ancien nom pour milieu de terrain), il était considéré comme un joueur robuste et autoritaire. Il sera d'ailleurs capitaine de son club pendant 3 saisons.

### Entraîneur

#### Torpedo Moscou
Après avoir mis un terme à sa carrière de joueur en 1942, il devient entraîneur du Torpedo Moscou qu'il parvient à emmener en finale de Coupe d'URSS en 1947. Il quitte le club la saison suivante et revient à la tête du Torpedo en 1952 ou il remporte la Coupe d'URSS, puis prend en charge l'équipe des jeunes du Torpedo de 1954 à 1956, avant de reprendre en main l'équipe première en 1957. Il finit deuxième du Championnat soviétique lors de sa première saison et permet au club de remporter ce championnat pour la première fois de son histoire en 1960 ainsi que la Coupe d'URSS la même année. 

#### SKA Rostov
Il part ensuite une saison au FK SKA Rostov qui finira quatrième du Championnat soviétique en 1963. 

#### Dynamo Kiev
En 1964, il arrive au Dynamo Kiev et aidé par Volodymyr Chtcherbytskiï chef du parti communiste ukrainien, il attire les meilleurs joueurs ukrainiens au club. Son style de management était paternaliste et basé sur une confiance réciproque entre l'entraîneur et ses joueurs (il est notamment plusieurs fois mentionné par des journalistes qui suivaient le Dynamo, que des joueurs refusaient un changement, ce que Maslov acceptait sans broncher faisant entière confiance en ses joueurs). La mise en place de son nouveau système de jeu (4-1-3-2) demande la création d'un collectif largement supérieur aux individualités et la suppression du poste d'ailier. C'est dans ces conditions que Valeri Lobanovski, alors joueur de Maslov, en manque de temps de jeu, quitte le club. Il deviendra par la suite l'entraîneur soviétique le plus connu, s'inspirant grandement du mode de jeu de Maslov. 
Avec le Dynamo, il remporte 3 fois le Championnat soviétique et 2 fois la Coupe d'URSS. Le Dynamo n'encaisse que 17,11 et 25 buts en championnait lors des 3 saisons ou ils sont sacrés champions. Cependant son système de jeu avait une faiblesse qu'exploita justement Valeri Lobanovski alors joueur du Shakhtar Donetsk et son entraîneur Oleg Ochenkov en utilisant un 4-2-4 et en bloquant les 2 milieux les plus créatifs. 
À la suite de mauvais résultats lors de la saison 1969-1970 (en partie due à l'absence de joueurs partis préparés la Coupe du monde 1970), Maslov est limogé après un match contre le CSKA Moscou.

#### Torpedo Moscou
Maslov revient au Torpedo en 1971 et remporte la Coupe d'URSS en 1972.

#### Ararat Erevan
Il remporte la Coupe d'URSS en 1975.

## Hommage
Selon József Szabó, milieu de terrain du Dynamo Kiev et joueur de Maslov, le système tactique mis en place est un prototype de Football total: "n'importe quel défenseur pouvait presser haut, car il savait qu'un coéquipier le couvrirait s'il n'était pas en mesure de reprendre sa position à temps. Les milieux et avants pouvaient se permettre un éventail d'actions bien plus large qu'auparavant. [...] Les gens pensent que le football total a vu le jour aux Pays-Bas, mais c'est parce que l'Europe de l'ouest ne voyait pas jouer le Dynamo de Maslov"

## Palmarès d'entraîneur
Torpedo Moscou
- Champion d'Union soviétique en 1960.
- Vainqueur de la Coupe d'Union soviétique en 1952, 1960 et 1972.

 Dynamo Kiev
- Champion d'Union soviétique en 1966, 1967 et 1968.
- Vainqueur de la Coupe d'Union soviétique en 1964, 1966.

 Ararat Erevan
- Vainqueur de la Coupe d'Union soviétique en 1975.

Distinctions personnelles
- 23e meilleur entraîneur de tous les temps par France Football : 2019[2],[3],[4].